# Sason hirsutum
Sason hirsutum är en spindelart som beskrevs av Peter J. Schwendinger 2003. Sason hirsutum ingår i släktet Sason och familjen Barychelidae. Inga underarter finns listade i Catalogue of Life.